# Embong Sido
Embong Sido is een bestuurslaag in het regentschap Kepahiang van de provincie Bengkulu, Indonesië. Embong Sido telt 709 inwoners (volkstelling 2010).